# 仙波家信
仙波 家信（せんば いえのぶ、生没年不詳）は、平安時代末期の武士。通称仙波 七郎。仙波氏の祖。山口家継の子で家俊（六郎）の弟。仙波信平・安家・家行の父。

## 略歴
武蔵七党村山党の一族で、武蔵国入間郡仙波（埼玉県川越市仙波町）に土着して仙波を名乗った。
保元の乱では同じ村山党の金子家忠（十郎）、山口家俊らと共に後白河天皇方の源義朝のもとに参戦し、敵の大矢新三郎の左肩を斬り、崇徳上皇の白河殿を襲う武勲をあげた。
治承・寿永の乱の時期の仙波氏は、吾妻鏡などに子の信平・安家などの活動が伝えられているが、家信自身の生死・消息は不明。